# Jan Kopiec

Jan Marian Kopiec (* 18. prosince 1947 Zabrze, Polsko) je polský římskokatolický biskup a církevní historik.
Po studiu na Vyšším duchovním semináři v Nise (1965–1972) byl 30. dubna 1972 vysvěcen na kněze. V letech 1972–1978 byl farářem v Zabrze. Po získání magisterského titulu (1977) pokračoval od roku 1978 ve studiích církevní historie na Katolické univerzitě v Lublinu (licenciát 1980, doktorát 1982; doktorská páce na téma Historiografie vratislavské diecéze do roku 1921). Od 1. září 1982 působil jak přednášející církevní historie a později jako vicerektor niského semináře. V letech 1984–1985 studoval na Scuola Vaticana di Paleografia, Diplomatica e Archivistica v Římě, od roku 1986 vedl archiv diecéze opolské.
Poté, co byli dva pomocní biskupové diecéze opolské převedeni do nově zřízené diecéze gliwické, byl Jan Kopiec jmenován dne 5. prosince 1992 pomocným biskupem v Opolí a titulárním biskupem z Cemeriniana (Cemerinianensis). Za biskupské heslo si zvolil Crux Christi – spes nostra (V Kristově kříži naše naděje). Biskupské svěcení přijal 5. ledna 1993 přímo z rukou papeže Jana Pavla II.
Dne 29. prosince 2011 byl jmenován sídelním biskupem diecéze gliwické.
Od založení Opolské univerzity (1994) působí na její teologické fakultě, od roku 2003 jako řádný profesor. Je vedoucím katedry církevní historie a patrologie. Vedle toho je členem Vědecké rady a Rady pro kulturní dědictví polské biskupské konference, jakož i Spolku pro poutní místa. Napsal řadu historických prací týkajících se zejména církevní historie Slezska a pravidelně se účastní historických konferencí.